# Bognor Regis
Bognor Regis è una cittadina di 22 555 abitanti della contea del West Sussex, in Inghilterra.

## Amministrazione

### Gemellaggi
- Saint-Maur-des-Fossés
- Weil am Rhein
- Trebbin